# Walter Mende
Walter-Rainer Mende (* 14. Juli 1944 in Oels, Landkreis Oels in Niederschlesien; † 11. August 2018 in Leverkusen) war ein deutscher Politiker der SPD.

## Leben und Beruf
Mende wurde als Sohn des späteren FDP-Bundesvorsitzenden und Vizekanzlers der Bundesrepublik Deutschland Erich Mende (später CDU) in Schlesien geboren und wuchs nach dem Krieg in Nordrhein-Westfalen auf. Die Eltern trennten sich, als er drei Jahre alt war. Nach dem Abitur in Düsseldorf studierte er Rechtswissenschaften in Köln und Marburg, wo er 1968 das erste Staatsexamen ablegte, das zweite Staatsexamen folgte 1972 in Köln. 1973 trat Mende in den Staatsdienst ein. 1975 promovierte er an der Universität zu Köln zum Dr. jur. Seit seinem Ausscheiden aus dem Amt des Oberbürgermeisters von Leverkusen war er Rechtsanwalt.

## Partei
Mende war seit seiner Studentenzeit SPD-Mitglied. 2002 wurde er zum Fraktionsvorsitzenden der SPD im Rat der Stadt Leverkusen gewählt. Dieses Amt bekleidete er bis zu seiner fraktionsinternen Abwahl am 21. März 2012, als Peter Ippolito zum neuen Fraktionsvorsitzenden gewählt wurde.

## Öffentliche Ämter
1989 wurde Mende vom Rat der Stadt Leverkusen zum Oberstadtdirektor gewählt, nach Abschaffung der dualen Verwaltungsspitze wurde er 1994 der erste direkt gewählte Oberbürgermeister der Stadt. Dieses Amt verlor er 1999 in der Stichwahl gegen Paul Hebbel, CDU.
Mende wurde zudem 1993 für den Posten des Oberstadtdirektors von Düsseldorf vorgeschlagen und gewählt. Mende nahm diese Wahl aber nicht an, weil nicht auszuschließen war, dass sie mit Stimmen der Republikaner zustande kam.

## Ehrungen
- 1998: Verdienstkreuz am Bande der Bundesrepublik Deutschland
- 2001: Ernst-Moritz-Arndt-Plakette des Bundes der Vertriebenen
- 2011: Verdienstkreuz 1. Klasse der Bundesrepublik Deutschland